# Rainer Bieleke
Rainer Bieleke (* 23. Dezember 1954 in Dresden) ist ein ehemaliger deutscher Fußballspieler, der zwischen 1975 und 1976 für Dynamo Dresden und Stahl Riesa in der DDR-Oberliga spielte, der höchsten Spielklasse im DDR-Fußball. Er bestritt mehrere Länderspiele für die Nachwuchsmannschaften der DDR.

## Sportliche Laufbahn
Als Spieler von Dynamo Dresden war Rainer Bieleke in den Jahren 1972 und 1973 Mitglied der DDR-Juniorennationalmannschaft. Er bestritt mit ihr sechs Länderspiele und erzielte dabei zwei Tore. Im Männerbereich spielte Bieleke ab 1972 zunächst in der 2. Mannschaft von Dynamo Dresden. In dieser in der zweitklassigen DDR-Liga spielenden Mannschaft wurde Bieleke bis zur Hinrunde der Saison 1975/76 eingesetzt und absolvierte insgesamt 63 Punktspiele, in denen er 30 Tore erzielte. In der Oberliga spielte er für Dynamo Dresden nur einmal. In der Begegnung des 16. Spieltages der Saison 1974/75 Dynamo – Wismut Aue (5:0) wurde er in der 76. Minute für den halbrechten Stürmer Frank Ganzera eingewechselt. Im Mai 1975 bestritt er ein Länderspiel mit der DDR-Nachwuchsnationalmannschaft.
Im Januar 1976 wurde Bieleke an den benachbarten Oberligisten Stahl Riesa abgegeben. Dort wurde er zunächst am 15. und 16. Spieltag in der Oberligamannschaft als halbrechter Stürmer eingesetzt, musste danach aber mit der 2. Mannschaft in der DDR-Liga spielen. Dort kam er neunmal zum Einsatz (3 Tore). Am 23. Spieltag der Oberliga wurde Bieleke dort noch einmal für 25 Minuten eingewechselt.
Im Sommer 1976 wechselte Bieleke zum Oberliga-Absteiger Energie Cottbus. Dort spielte er bis zum April 1978 in der DDR-Liga und bestritt 32 Punktspiele, in denen er neun Tore erzielte. Außerdem kam er zu vier Einsätzen im FDGB-Pokal, in denen er ein Tor erzielte. Vom Mai 1978 bis zum Oktober 1979 war er zum Militärdienst eingezogen.
Nachdem Bieleke aus der NVA entlassen worden war, schloss er sich im November 1979 dem DDR-Ligisten Kali Werra Tiefenort an. Bis zur Saison 1981/82 bestritt er von den in diesem Zeitraum ausgetragenen 58 Punktspielen lediglich 20 Partien und schoss sechs Tore. Im veröffentlichten Spieleraufgebot für die Saison 1982/83 fehlte Bieleke ohne Angabe von Gründen. Auch später tauchte Rainer Bieleke nicht mehr im höherklassigen Fußball auf.